# Foradada
Foradada es un municipio español de la comarca catalana de la Noguera, en la provincia de Lérida. Cuenta con una población de 195 habitantes (INE 2024). Incluye los núcleos de Marcovau, Montsonís, Rubió de Baix, Rubió de Dalt y Rubió del Mig.

## Historia
El origen del topónimo está en la situación del pueblo, situado bajo una roca agujereada (en catalán foradada).
El castillo de Foradada aparece citado en 1053. Se le vuelve a citar en 1067. Perteneció al marquesado de Camarasa.

## Cultura
- Quedan restos de la antigua iglesia románica de San Félix de Malagastre con una torre de base cuadrada levantada sobre el absidiolo de la zona del mediodía. De la antigua iglesia de San Pedro de Foradada se conserva únicamente una imagen del santo que se encuentra emplazada en la fachada del nuevo templo. Del castillo de la villa quedan en pie algunos muros y una de las puertas.

- En Rubió se pueden ver las ruinas de su castillo, documentado ya en 1018. También está en ruinas la capilla del castillo que estaba dedicada a San Eudaldo.

- Castillo de Montsonís en Montsonis.

Foradada celebra su fiesta mayor en el mes de mayo.

## Geografía humana

### Demografía
Cuenta con una población de 195 habitantes (INE 2024).
| Gráfica de evolución demográfica de Foradada entre 1842 y 2021 |
| |
| Población de derecho según los censos de población del INE Población de hecho según los censos de población del INEEntre el censo de 1857 y el anterior, crece el término del municipio porque incorpora a 255227 (Marcobau), 255262 (Montsonis), 255321 (Rubió de Agramunt) |

## Economía
La principal actividad económica es la agricultura. Destacan los cultivos de cereales, almendros y olivos. En la zona de regadío predomina el cultivo de patatas.
El pueblo cuenta con una granja avícola dedicada especialmente a la producción de huevos.